# Wellman (Iowa)
Wellman é uma cidade localizada no estado americano de Iowa, no Condado de Washington.

## Demografia
Segundo o censo americano de 2000, a sua população era de 1393 habitantes.
Em 2006, foi estimada uma população de 1494, um aumento de 101 (7.3%).

## Geografia
De acordo com o United States Census Bureau tem uma área de
2,5 km², dos quais 2,5 km² cobertos por terra e 0,0 km² cobertos por água. Wellman localiza-se a aproximadamente 240 m acima do nível do mar.

## Localidades na vizinhança
O diagrama seguinte representa as localidades num raio de 20 km ao redor de Wellman.